# Donald Dewar
Donald Campbell Dewar (Glasgow, 21 de agosto de 1937-Edimburgo, 11 de octubre de 2000) fue un político laborista británico, miembro del Parlamento Escocés (MSP) desde su creación en 1999. Durante este tiempo, además de liderar el Partido Laborista escocés, fue el primer ministro principal de Escocia.
Dewar estudió Historia y Derecho en la Universidad de Glasgow. En 1966, dos años después de graduarse en Derecho, fue elegido por primera vez a la Cámara de los Comunes por Aberdeen South. Al no poder renovar su escaño en 1970, no volvió a la cámara hasta 1978. A partir ese año permaneció en el Parlamento hasta su muerte. Como miembro de la oposición ocupó el cargo de secretario de Estado «en la sombra» para Escocia en el gabinete opositor de Neil Kinnock, desde 1983 hasta 1992, y el de secretario de Estado en la sombra para seguridad social en los gabinetes opositores de John Smith, Margaret Beckett y Tony Blair, desde 1992 hasta que Blair lo nombró jefe de disciplina en la Cámara de los Comunes en 1995.
Cuando Tony Blair se convirtió en primer ministro en 1997, Dewar pasó a ocupar el puesto de secretario de Estado para Escocia (ministro) en su gabinete. Ese mismo año se organizó un referéndum sobre el establecimiento de un Parlamento y un poder ejecutivo escocés, que Dewar impulsó activamente. El resultado de la consulta fue positivo y en 1999 se celebraron las primeras elecciones parlamentarias. El Partido Laborista escocés resultó victorioso y Dewar fue elegido por el nuevo Parlamento como ministro principal. Entre sus acciones como ministro principal destacaron el proyecto de ley para mejorar los estándares de calidad de las escuelas públicas escocesas, el de protección de los derechos e intereses de los adultos incapacitados y el de la creación de parques nacionales, así como la abolición de la ley de tenencia feudal y del artículo 28.
El 10 de octubre del 2000, Dewar sufrió una caída en la residencia oficial del ministro principal, la Bute House, que le causó una hemorragia cerebral. Falleció al día siguiente en el Western General Hospital, Edimburgo. La reina Isabel II le dedicó un homenaje póstumo, al igual que Tony Blair, quien le describió como un «amigo extraordinario». La muerte de Donald Dewar fue considerada una «gran pérdida» por el pueblo escocés, que lo recuerda como el «padre de la nación». Fue sucedido por su ministro de Fomento y Educación Permanente, Henry McLeish, luego de un breve periodo en el que Jim Wallace estuvo al frente del gobierno.
Dewar estuvo casado con Alison Mary McNair desde 1964 hasta 1972, cuando ella lo dejó por su amigo, Derry Irvine. Con McNair tuvo dos hijos, Marion e Ian.

## Primeros años
Donald Dewar nació en 1937 en Glasgow, en el seno de una familia de clase media. Fue el hijo único de Mary Bennet y el dermatólogo Alisdair Dewar. Desde muy joven Dewar afrontó los problemas de salud de su familia: su padre sufría de tuberculosis, mientras que su madre padecía de un tumor cerebral benigno por el cual fue sometida a una operación. Debido a esto, ingresó en un internado en Perthshire cuando tenía solo dos años de edad y luego se trasladó al sur para asistir a otro internado en Bonchester Bridge, cerca de Hawick. Allí permaneció hasta los nueve, cuando volvió a Glasgow para continuar su educación en la escuela primaria de Mosspark, donde vivió uno de «sus peores años» al ser víctima del acoso escolar. Luego estudió en la Glasgow Academy, donde comenzó a demostrar habilidades para debatir. En 1957 se unió al Partido Laborista.
Hizo sus estudios universitarios en la Universidad de Glasgow, donde se graduó en Historia en 1961 y en Derecho en 1964. Integró la sociedad dialéctica de la Universidad y fue editor del Glasgow University Guardian (1959-1960), además de presidir el club laborista (1961-1962) y el consejo estudiantil de la institución (1962-1963). Durante su estancia en la universidad estableció amistades con otros estudiantes que posteriormente devendrían destacadas figuras de la política, como John Smith, quien lo antecedió como presidente del club laborista de la universidad y luego fue líder del Partido Laborista; de Menzies Campbell, futuro líder del Partido Liberal Demócrata, y de Derry Irvine, que se convirtió en lord canciller del gabinete de Tony Blair. En las elecciones de 1964, con 27 años de edad, fue el candidato laborista para miembro del Parlamento del Reino Unido (MP) por Aberdeen South. Con 21 926 votos, fue derrotado por la candidata conservadora, Priscilla Tweedsmuir, quien se impuso por una diferencia de 3898 votos.

## Miembro del Parlamento del Reino Unido

### Backbencher
Menos de dos años después, en las elecciones de 1966, Dewar volvió a disputar el escaño con Priscilla Tweedsmuir. En esta ocasión resultó ganador con una diferencia de 1799 votos y entró al Parlamento como MP backbencher con solo 28 años de edad.
Dewar promovió fallidos proyectos de ley para que Escocia tuviera una ley de divorcio alineada con la de Inglaterra y para abolir el veredicto de «sin pruebas» (not proven). Ya en esa época abogó por la devolución escocesa o restitución del Parlamento escocés. En 1967, Dewar votó a favor de la legalización del aborto por profesionales registrados y con regulación del National Health Service, lo que le traería problemas en su candidatura de 1978. Dewar también votó a favor de prohibir la cacería de liebres, despenalizar la homosexualidad masculina, facilitar las leyes de divorcio y de abolir permanentemente la pena capital.
En 1967, el entonces secretario (ministro) de Educación, Anthony Crosland, lo eligió como su Parliamentary Private Secretary (PPS) en inglés —«secretario privado para el Parlamento» en español—. Sin embargo, Dewar no entabló una buena relación con él, y lo describió como un «hombre muy extravagante». Ocupó ese puesto hasta 1969. En ese año, se opuso a la visita de la selección de rugby de Sudáfrica a Aberdeen, como parte de una campaña nacional de boicoteo a las selecciones deportivas sudafricanas para protestar contra el apartheid. En las elecciones de 1970, Dewar perdió su escaño al obtener 22 754 votos frente a los 23 843 del conservador Iain Sproat.
El 18 de abril de 1978, tras fracasar en varias elecciones y permanecer ocho años alejado de Westminster, Dewar logró conseguir un escaño por Glasgow Garscadden con 16 507 votos contra 11 955 del SNP, en reemplazo de su amigo William Small, quien había fallecido inesperadamente en enero de ese mismo año. En esta elección, Dewar se vio envuelto en una polémica por su apoyo a la legalización del aborto. En el Referéndum escocés de 1979, primero en busca de la devolución, Dewar, junto al conservador Alick Buchanan-Smith y el liberal Russell Johnston, hizo campaña a favor del «sí». A pesar de haber obtenido un 51.6 % de votos a favor, con una participación del 63.8 %, no se logró el 40 % de votos a favor necesario sobre el total del electorado: solo un 32.9 % votó a favor, 30.8 % votó en contra y el 36.3 % se abstuvo. El fracaso del referéndum precipitó la caída del gobierno laborista.

### Frontbencheren la oposición
Donald Dewar fue líder del comité de asuntos escoceses de la Cámara de los Comunes. En noviembre de 1980, cuando Michael Foot fue elegido líder del partido, Dewar pasó a ser frontbencher de la oposición como portavoz de asuntos escoceses. En 1981, debido a las disputas internas en el Partido Laborista, Dewar casi fue apartado de la candidatura del partido para el escaño en su circunscripción.
En noviembre de 1983, fue elegido secretario de Estado en la sombra para Escocia del gabinete opositor de Neil Kinnock. Desde este puesto trató de salvar varias industrias escocesas como Ravenscraig Steelworks, que tras ser cerrada causó la pérdida de setecientos puestos de trabajo y más de diez mil puestos relacionados. En las elecciones de 1987, Dewar se opuso fervientemente al plan del gobierno conservador de Margaret Thatcher para introducir el Impuesto de la Comunidad en Escocia antes que en el resto del Reino Unido. Esta medida, que precipitó la caída de Thatcher, finalmente se implementó en Escocia en 1989, un año antes que en el resto del Reino Unido. El sucesor de Thatcher, John Major, la abolió y en el 2006, el conservador David Cameron le pidió disculpas al pueblo escocés por el tratamiento de Escocia como un «laboratorio para experimentación» durante el gobierno thatcherista.
En los últimos años de la década de los ochenta, Dewar llevó al Partido Laborista escocés a una convención constituyente para hacer una declaración de principios, entre los que se incluía la creación del Parlamento escocés. Dewar luego dijo al respecto: «Queríamos ampliar la base, sabíamos que en el partido había muy buena disposición a favor de la devolución, pero también existía el peligro de que pareciera la iniciativa de un solo partido».
Ocupó su cargo hasta 1992, cuando John Smith lo nombró secretario de Estado en la sombra para seguridad social. Como tal, Dewar creó una comisión para diseñar la política del partido sobre este asunto. Durante el desempeño en este cargo también se manifestó en contra de agregar el IVA al combustible y llamó la atención al gobierno por insinuar que los padres solteros «eran unos irresponsables marginados sociales». Tras la muerte de Smith en mayo de 1994 y un breve periodo de Margaret Beckett al frente del partido, Tony Blair fue elegido líder del Partido Laborista en julio de ese mismo año, y mantuvo a Dewar en seguridad social hasta 1995, cuando lo nombró jefe de disciplina del Partido Laborista, una decisión que «muchos consideraron incomprensible» y Blair justificó diciendo que «el PLP tenía una confianza increíble en él».

### Secretario de Estado para Escocia
En las elecciones generales del Reino Unido de 1997, Dewar fue reelegido MP, esta vez por Glasgow Anniesland. El Partido Laborista, bajo el liderazgo de Tony Blair, ganó la mayor cantidad de escaños en el Parlamento de su historia. Blair, ahora primer ministro, le dio a Dewar el puesto de secretario de Estado para Escocia. Desde ese puesto, abogó por la devolución escocesa y colaboró en la organización del referéndum de 1997. 
El referéndum les planteaba dos preguntas a los escoceses, «¿Está usted de acuerdo en que exista un Parlamento escocés?» y «¿Está usted de acuerdo en que ese parlamento tenga la potestad de cambiar los impuestos?». El Partido Laborista, el SNP, el Partido Verde y el Partido Liberal Demócrata apoyaron el doble «sí» en el marco de la campaña «Yes! Yes!» (en español, «¡Sí!, ¡Sí!»), mientras que el Partido Conservador apoyó el doble «no» con la campaña «Think Twice» —en español, «piénsatelo», o, literalmente, «piensa dos veces»—. El resultado final, tras el voto de más de dos millones de personas (60.4 % de participación), fue afirmativo en ambas preguntas. En consecuencia, se creó el Acta de Escocia de 1998, sobre la base de lo acordado en la convención constituyente de fines de los ochenta. Cuando el acta fue ratificada, se le otorgó a Escocia su poder ejecutivo y su primer Parlamento formado por 129 MSP (Member of Scottish Parliament, en español «miembro del Parlamento escocés»), después de casi trescientos años del Acta de Unión.
En su ensayo para el libro Donald Dewar: Scotland's first First Minister, Fiona Ross, amiga de Dewar, afirmó que el político fue objeto de presiones de otros parlamentarios, que querían que se posicionase a favor de ellos en la elección de listas para el nuevo Parlamento escocés. Dewar empezó a deprimirse por momentos y se planteó no presentarse a estas elecciones, renunciar como Secretario de Estado para Escocia y cambiarse de cartera en el gobierno británico o incluso retirarse. Según Ross, Dewar pensaba «que todos estaban en su contra, los compañeros del gobierno, los activistas en Escocia, los medios e incluso sus amigos y asesores» y dijo en un momento: «No puedo seguir con esto. Esta constante rutina en esta cinta sin fin». En el ensayo, también se menciona que para Dewar «la política de Inglaterra estaba tranquila. Pero que la política en Escocia estaba en pie de guerra».
Como secretario de Estado para Escocia, eligió el lugar donde se levantaría el nuevo Parlamento, por considerar que un edificio ya erigido no sería «un símbolo visible del nuevo Parlamento» y que no tendría la «eficiencia operativa de un edificio nuevo». El lugar elegido tras tres meses de deliberación estaba ubicado al frente de la residencia oficial de la familia real en Escocia, en Holyrood, un área de Edimburgo de gran importancia histórica. La construcción comenzó a mediados de 1999 y el edificio se inauguró a fines de 2004, tres años más tarde de lo previsto. El proyecto del edificio legislativo suscitó grandes polémicas; fue calificado como el «proyecto de construcción más controversial de la historia escocesa» hasta el punto de «erosionar la confianza pública en la devolución». El presupuesto, en un inicio estimado entre los diez y cuarenta millones de libras, se calculó en 431 millones en  2004. En 2007, la estimación final se redujo en dieciséis millones para quedar en 414 millones de libras. Otros aspectos del proyecto también fueron objeto de crítica, como el material usado para la construcción, la ubicación frente a la residencia real en vez del Royal High School en Calton Hill y que el arquitecto fuese un español, Enrique Miralles —quien fallecería en junio de 2000—. Según Susan Bain en su libro Holyrood: The Inside Story, Dewar «ha sido la figura pública al frente del aumento presupuestario» y por eso la «credibilidad de Dewar en particular se vio cuestionada [por la prensa]». A pesar de esto, al momento de la muerte de Dewar, los costos del edificio legislativo se calculaban en 195 millones de libras, ni siquiera la mitad de la estimación final.

## Ministro principal

Composición del primer Parlamento escocés al momento de su disolución.

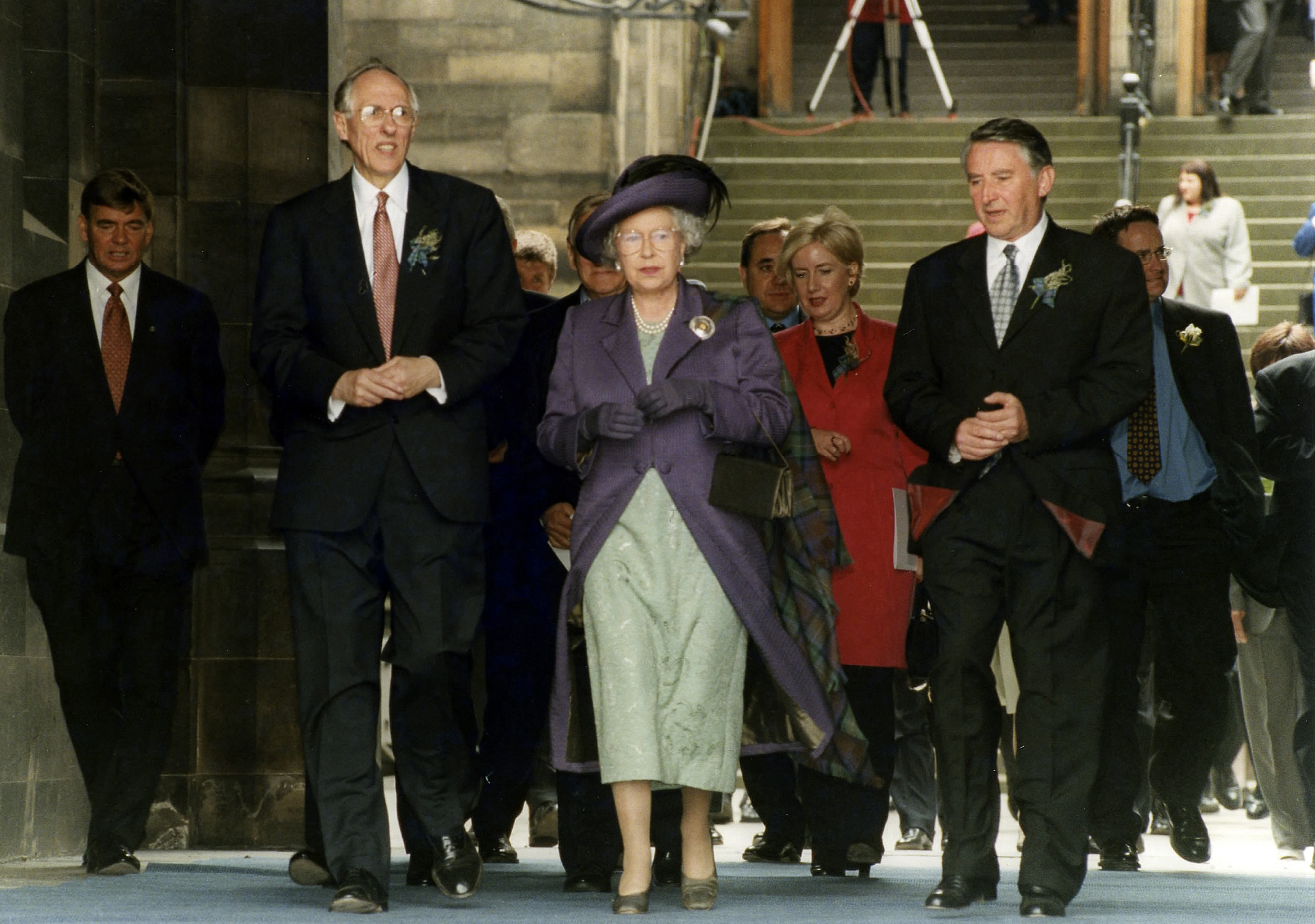
Donald Dewar y la reina Isabel II en la apertura del Parlamento escocés el 1 de julio de 1999.

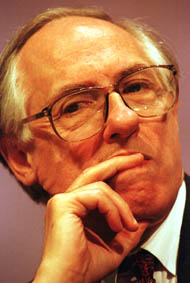
Retrato de Dewar.

El 6 de mayo de 1999 se llevaron a cabo las primeras elecciones parlamentarias en Escocia. Dewar llevó al Partido Laborista escocés a la victoria sobre su principal oponente, Alex Salmond, quien lideraba el Scottish National Party (SNP). Donald Dewar fue elegido miembro del Parlamento escocés por Glasgow Anniesland, circunscripción por la cual también era MP. A pesar de que los laboristas habían logrado la mayor cantidad de escaños, 56 de 129, no tenían la mayoría en el Parlamento para poder formar gobierno; obtuvieron el apoyo de los liberales-demócratas bajo la condición de derogar el pago de la matrícula por adelantado para los estudiantes universitarios.
El 13 de mayo, Dewar fue propuesto como ministro principal y obtuvo setenta y un votos frente a los treinta y cinco de Alex Salmond. El 17 del mismo mes, la reina Isabel II lo nombró formalmente ministro principal en una ceremonia realizada en el Palacio de Holyrood; a continuación se trasladó a la Parliament House, palacio del viejo Parlamento escocés y actual sede de la Corte de Sesiones, donde se le tomó juramento y recibió el Gran Sello de Escocia.
Como ministro principal, Dewar estableció como prioridades la integración de Escocia con el mundo, el aprovechamiento del patrimonio natural y cultural, la educación, la salud y el transporte. El 16 de junio, pese a que el Parlamento todavía no había recibido sus poderes, Dewar presentó una serie de proyectos de ley para la creación de parques nacionales, la protección de derechos e intereses de adultos incapacitados y la abolición de la tenencia feudal, entre otros. En cuanto a la educación, «la prioridad número uno», propuso asignar la responsabilidad de elevar los estándares de calidad a las autoridades locales de acuerdo con el principio de control local «en un marco nacional» y proporcionar más independencia a las escuelas. En su discurso además dijo: «Vamos a actuar para y en nombre del pueblo de Escocia [...] Presentamos este programa legislativo como una asociación, una asociación comprometida a establecer un gobierno estable y responsable [...] Estamos colaborando para confeccionar un programa de gobierno que cumpla las expectativas de la gente de Escocia. Así es como se nos juzgará».
El 1 de julio, la reina Isabel inauguró formalmente el nuevo Parlamento escocés. Donald Dewar, en su discurso, dijo que la «sabiduría, justicia, compasión e integridad» —palabras inscritas en el mazo ceremonial que la soberana la soberana entregó al Parlamento como parte de la ceremonia— eran los valores a los que aspiraba «este nuevo foro de la democracia». Según Dewar, ese fue el mejor día de su vida.
El gabinete de Dewar estaba conformado por Henry McLeish en la cartera de Fomento y Educación Permanente; Jack McConnell, en la de Finanzas; Sam Galbraith, en la de Infancia y Educación; Susan Deacon, en la de Salud y Cuidado Comunitario; Tom McCabe, en la de Parlamento; Sarah Boyack, en la de Transporte y Medio Ambiente; Wendy Alexander, en la de Comunidades, y los liberales demócratas Ross Finnie (ministro de Asuntos Rurales) y Jim Wallace (viceministro principal y ministro de Justicia). En 2000 se aprobaron varios proyectos de ley, entre ellos varios de los presentados por Dewar en junio del año anterior, como el de parques nacionales, el de adultos con incapacidad y el de la mejora de los estándares de calidad de los colegios.
Ese mismo año también se abolió la ley de tenencia feudal. Esta ley, un remanente del derecho medieval, daba a los señores feudales control sobre los usos de tierras o inmuebles y les permitía percibir rentas y pagos de los propietarios. Se calculaba que, por ejemplo, la Iglesia de Escocia percibía unas treinta mil libras al año por este motivo. La ley daba a pie a abusos y dificultaba el mantenimiento y mejoras a los edificios y propiedades. La abolición supuso el fin de las diversas tasas y rentas y devolvió el control de las propiedades a sus dueños, a cambio de un pago compensatorio al terrateniente que este tenía derecho a exigir en el plazo de dos años.
Un asunto que recibió atención en 1999 fue el artículo 28, introducido por los conservadores en la década de los ochenta y que prohibía a las autoridades locales «promocionar intencionalmente la homosexualidad» y su enseñanza en los colegios del Reino Unido como «una supuesta relación familiar». Dewar juzgaba esta ley como una «insignia de vergüenza». El 30 de mayo de ese mismo año se anunciaran los resultados de un referéndum organizado privadamente y financiado por el empresario Brian Souter, en apoyo del artículo 28. Un portavoz de Souter dijo que el empresario «No está en esto por una gloria personal. Está luchando en esta batalla porque es un padre y un cristiano comprometido». En el referéndum votaron más de un millón de escoceses de los cuales el 86.8 % (1 094 440) se pronunciaron a favor de mantener la ley y un 13.2 % (166 406) en contra. Los resultados fueron rechazados por el gobierno escocés; Dewar, por su parte, había dicho en marzo que «lo que sería el primer referéndum financiado de forma privada en Gran Bretaña tenía fallas y mostraba las complejidades y dificultades de este tipo de acercamiento populista». Tras la consulta popular, Wendy Alexander presentó una propuesta de abolición de esta ley en Escocia, que obtuvo noventa y nueve votos a favor frente a diecisiete en contra y dos abstenciones. David McLetchie, líder del Partido Conservador en Escocia, se pronunció al respecto: «Un error enorme en el primer año del Parlamento escocés fue el exceso de atención dado al artículo 28 [...] y darle la impresión a los escoceses de que una de las primeras cosas que haría el Parlamento sería la abolición del artículo 28, una cuestión que el 90 % de la población había olvidado». La ley, considerada por algunos analistas como «simbólica», fue abolida en todo el Reino Unido en 2003.
Durante el poco menos de año y medio de gobierno, Dewar tuvo que enfrentarse a diversos problemas, entre ellos la crisis del SQA (Scottish Qualifications Authority en inglés y «Autoridad escocesa de calificaciones» en español), que había proporcionado resultados de exámenes falsos o incompletos a miles de estudiantes. Cuando McLeish fue nombrado ministro principal tras la muerte de Dewar, trasladó a Galbraith, considerado el principal responsable, a Medio Ambiente y a McConnell, a Educación. McConnell logró reestructurar el SQA, lo que «le dio una buena reputación». En medio de la crisis del SQA, estalló a su vez la del combustible, causada principalmente por la escasez y los piquetes en la refinería de petróleo Grangemouth Refinery.
Brian Taylor, en su libro Scotland's Parliament: Triumph and Disaster, halló pocas diferencias entre las actuaciones de Dewar como secretario de Estado para Escocia y como ministro principal. Según él, «Dewar seguía teniendo el control absoluto, con unos juniors como ayudantes. La aprobación en política significaba la aprobación de Dewar». A pesar de esto, también mencionó que no se trataba «en absoluto de una dictadura de Dewar. Él trataba de que sus compañeros se involucraran. Si ellos proponían ideas, los sometía a un interrogatorio intenso [...] si las ideas superaban ese obstáculo substancial, los respaldaba por completo. Simplemente sucedía que, al menos en los primeros momentos, la brecha en experiencia era demasiado grande».

## Enfermedad y muerte
En abril de 2000 se le detectó una irregularidad en el corazón durante un chequeo rutinario en el Glasgow Royal Infirmary. En mayo se sometió a una operación para reparar una válvula defectuosa y se tomó tres meses de baja médica hasta que las presiones de su cargo le empujaron a reincorporarse a su puesto, prematuramente según varias opiniones. Hasta su regreso el 14 de agosto, el viceministro principal, Jim Wallace, estuvo a cargo del poder ejecutivo.
Dos meses tras el alta, Donald Dewar sufrió una caída durante la hora del almuerzo, cuando abandonaba la residencia oficial del ministro principal, la Bute House, para ir a las oficinas del gobierno escocés en St Andrew' s House. Al principio no pareció haber consecuencias graves; en St Andrew's House lo examinó Colin Currie, asesor de la ministra de Salud, Susan Deacon. A pesar de que Dewar decía sentirse bien, lo transportaron al Royal Infirmary of Edinburgh, donde se le descubrió una hemorragia cerebral, y de ahí fue dirigido al Western General Hospital. La condición de Dewar empeoró rápidamente, entró en un estado de inconsciencia y permaneció así hasta que sus hijos decidieron apagar la máquina que lo mantenía con vida. Se piensa que los medicamentos anticoagulantes que tomaba desde su operación contribuyeron a su muerte, ya que de otro modo la caída no hubiese sido mortal. Sam Galbraith atribuyó su muerte a un tiempo insuficiente de baja para recuperarse y a su intensa actividad: «empezaba a trabajar a las seis o siete de la mañana y con suerte llegaba a casa antes de la medianoche». Durante los meses anteriores a su muerte, Donald Dewar tenía un aspecto visiblemente deteriorado.
Mientras Dewar estaba internado, destacadas figuras le enviaron buenos deseos. John Reid, secretario de Estado para Escocia, comentó que el nombre de Donald Dewar quedaría asociado al Parlamento de Escocia en la historia y que por eso «esa noche mucha gente iba a estar cruzando fuertemente los dedos y rezando por Donald». David Steel, presidente del Parlamento escocés, dijo que todos estaban «desesperadamente preocupados por Donald y rezando para su recuperación». Menzies Campbell, amigo de la infancia y destacado dirigente de los liberales demócratas, también mencionó que estaba rezando por un milagro y Rhodri Morgan, primer secretario de Gales, dijo que Dewar «no podía ser mejor amigo, colega y consejero.[...] Es un buen amigo de Gales, así como un político de gran prestigio».
El velorio se realizó en la catedral de Glasgow el 18 de octubre. Asistieron numerosas personalidades relevantes de Escocia, pero también del resto del Reino Unido, como Carlos de Gales, Tony Blair, David Blunkett, Jack Straw, Gordon Brown y David Trimble. También asistieron Derry Irvine y su esposa. En su honor, las banderas flamearon a media asta a lo largo del país y miles de personas lo despidieron mientras el féretro pasaba por las calles de su ciudad natal. Tras su cremación, las cenizas fueron dispersas en Lochgilphead, Argyll.
La reina Isabel II y Tony Blair presidieron los homenajes en su memoria. Un comunicado de Buckingham rezaba: «La reina y todos los miembros de la familia real están sorprendidos y profundamente tristes por la noticia de la muerte de Donald Dewar. Su pasión por Escocia y todo lo escocés era de renombre y su contribución en los años recientes al histórico proceso de devolución fue inmensa». Por su parte, Blair dijo que consideraba a Dewar un «extraordinario amigo» y que era «verdaderamente el padre de la nación y una gran figura en la política del Reino Unido [...] Sus cualidades de honradez, integridad, sabiduría y, ante todo, decencia hicieron que fuera un político exitoso y querido».
Tras la muerte de Dewar, Jim Wallace asumió el cargo de ministro principal interino. Según el artículo 46 del Acta de Escocia de 1998, el Parlamento tenía que elegir a un nuevo ministro principal en un plazo de 28 días o disolverse. Jack McConnell y Henry McLeish compitieron para suceder a Dewar, aunque al final salió victorioso McLeish, con cuarenta y cuatro votos frente a los treinta y seis de McConnell. Brian Taylor relató en su libro Scotland's Parliament: Triumph and Disaster que Dewar dijo en una ocasión sobre su sucesión: «En una elección directa entre Henry y Jack, elegiría a Henry; ¡y no soporto a Henry!»; según Taylor, «Donald no favorecía a ninguno de los dos. Ciertamente no a Henry, y temía la posibilidad de que Jack lo sucediera». Un año después, McLeish renunció por el escándalo de Officegate y McConnell lo sucedió.

## Imagen pública
La imagen pública de Dewar se vio deteriorada durante su mandato como ministro principal debido a varios escándalos y polémicas ocurridos durante su mandato, como las crisis del SQA y del combustible, la controversia por la abolición del artículo 28, las constantes peleas entre los miembros del gabinete, el coste del edificio del Parlamento y el escándalo de Lobbygate. El escándalo de Lobbygate o más informalmente «dinero por acceso», consistió en la supuesta existencia de cabildeo de Beattie Media con el gabinete, especialmente con McConnell, que había trabajado para dicha empresa antes de ser candidato a MSP y mantenía con ella un «contacto regular», según la misma compañía. Uno de los principales referentes de Beattie Media era Kevin Reid, hijo de John Reid, secretario de Estado para Escocia. McConnell negó el supuesto cabildeo y Dewar, duramente criticado por Alex Salmond (líder del SNP), defendió a sus ministros y dijo: «Yo no creo que haya algún sustento en estas acusaciones, pero deberían ser investigadas apropiadamente». Beattie, por su parte, se disculpó con los ministros implicados y cerró su departamento de cabildeo. El asunto finalmente se apagó poco a poco y los ministros de Dewar fueron exonerados al no encontrarse evidencia de faltas por su parte.
Debido a los enfrentamientos entre el gabinete mientras se encontraba de baja, Dewar llegó a amenazar de despido a cualquier ministro o asesor que infiltrase información a la prensa sobre otro miembro del gobierno escocés. Esto se debió específicamente a los enfrentamientos entre Susan Deacon y Jack McConnell. Dewar despidió a su asesor personal, John Rafferty, cuando este declaró a la prensa que Susan Deacon había recibido amenazas de muerte por el debate del aborto. Este hecho generó gran controversia; Deirdre Kelly, de la BBC, dijo que sus mismos colegas del Parlamento creían «que no lograría un segundo mandato, tanto por motivos políticos como personales» y citó a Ian Davidson, un MP laborista, el cual dijo que «el gobierno de Dewar recordaba a los peores momentos del de John Major».
Su valoración entre el público cambió tras su fallecimiento. En el libro The State of the Nations 2001: The Second Year of Devolution in the United Kingdom, Alan Trench apuntó que la reacción del pueblo escocés ante su muerte no coincidía con su desempeño en las encuestas; a juicio del autor, «Dewar había sido uno de los políticos más exitosos de la oposición». Tony Blair, por su parte, se lamentó que Dewar hubiera pasado gran parte de su carrera del lado de la oposición. A pesar de las controversias en las que se vio involucrado, es considerado por el pueblo escocés como el «padre de la nación».

## Fuera de la política

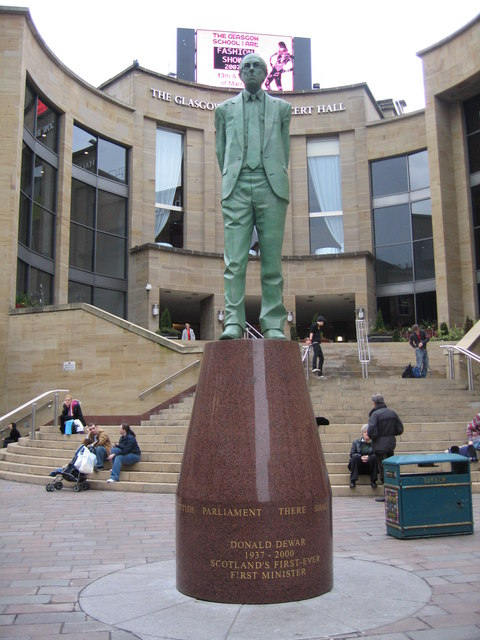
Estatua de Donald Dewar en la entrada del Glasgow Royal Concert Hall, Buchanan Street.

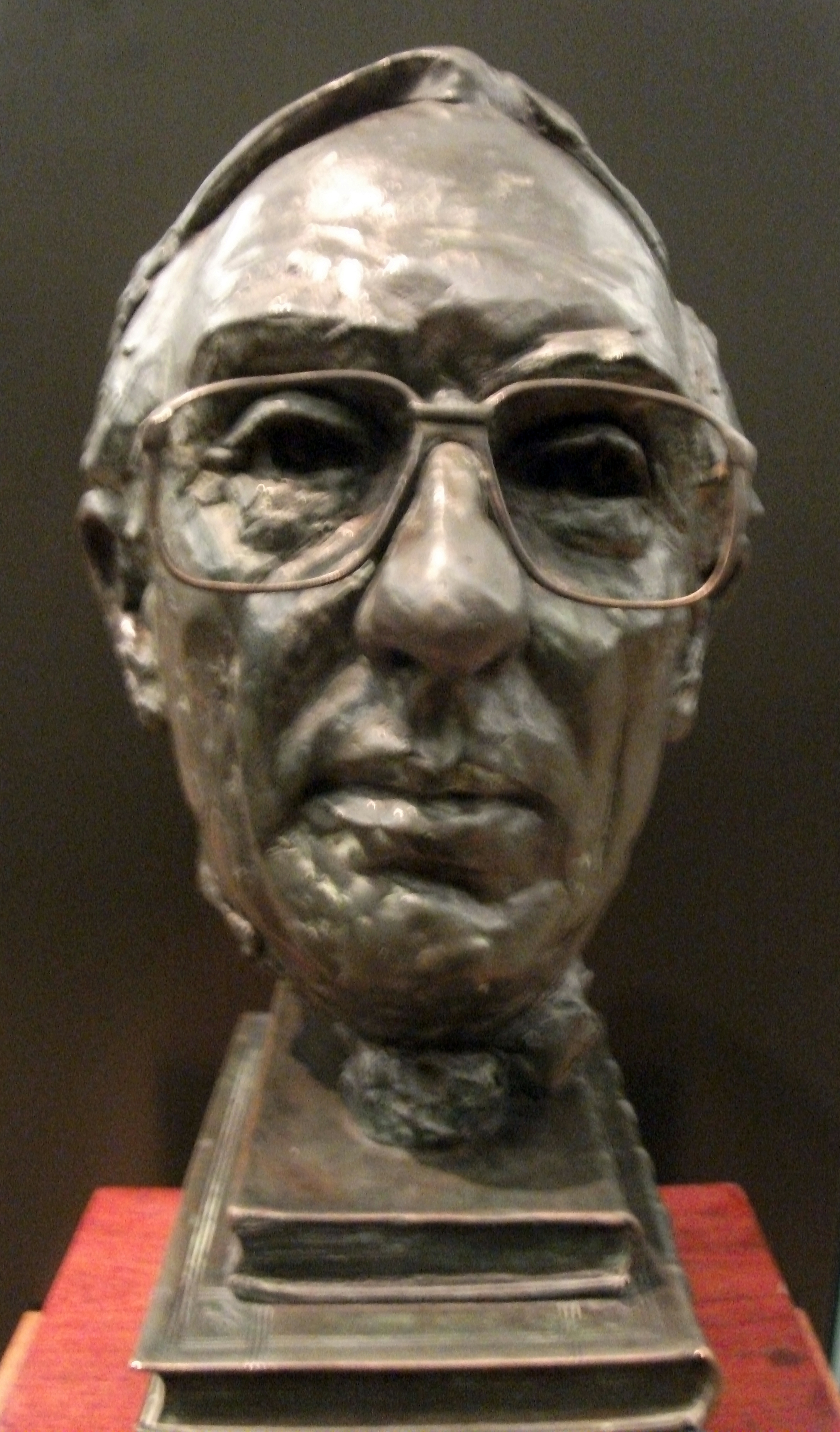
Estatua de la cabeza de Donald Dewar realizada por Archie Forrest expuesta en el Museo Kelvingrove, en Glasgow.

Durante su tiempo fuera de la política, Dewar ejerció de procurador de los tribunales y en los setenta, tras perder su escaño por Aberdeen South, trabajó en tribunales de menores. En 1975, se unió al estudio jurídico Ross Harper & Murphy, en donde permaneció quince años, y desempeñó una importante actividad, particularmente durante la primera mitad. Según Ross Harper, muchos lo recordarán «como un abogado». También incursionó en el periodismo, con el programa político Clyde Comment en Radio Clyde.
Dewar era un coleccionista de obras de arte, con una colección valuada en 406 940 libras. Además poseía tres propiedades, dos en Glasgow y una en Stirling, que están valuadas en 550 000 libras. El mandatario escocés poseía una cartera de acciones de un valor aproximado a un millón de libras, que incluía acciones del Royal Bank of Scotland, Marks & Spencer y Railtrack Shares. A pesar de su patrimonio de más de dos millones de libras, Dewar, según la BBC, «era conocido por un estilo de vida simple y frugal. Prefería ir de vacaciones cerca de su hogar en Escocia [...] y rehusaba el uso del coche ministerial» porque prefería «su amado Peugeot».
En 1964, Donald Dewar se casó con una compañera de la universidad, Alison Mary McNair, con quien tuvo dos hijos, Marion y Ian. Estuvieron casados hasta 1972, cuando McNair lo dejó por uno de sus mejores amigos, Derry Irvine.

## Legado
En su honor, se nombró un salón de la Queensberry House en el complejo del Parlamento escocés. The Donald Dewar Room contiene recuerdos del mandatario y parte de la colección de libros de Dewar, valuada en treinta mil libras, que la familia le dejó al Parlamento.
También se nombraron en su honor unos premios creados en el 2002 llamados Dewar Arts Awards, que se otorgan «a jóvenes talentosos que residan y trabajen o estudien en Escocia, sin importar su nacionalidad». Los ganadores reciben ayuda financiera para desarrollar su obra artística. Anualmente se celebra el Donald Dewar Memorial Debating Tournament, un torneo de debate en el cual participan alumnos de colegios secundarios de toda Escocia y cuya final se realiza en la cámara del Parlamento escocés.
En mayo de 2002, Tony Blair reveló una estatua de Donald Dewar en la entrada del Glasgow Royal Concert Hall en Buchanan Street ante la presencia de cientos de personas, entre ellos Jack McConnell y Wendy Alexander. La estatua, hecha de bronce, fue creada por Kenny Mackay y mide 2.7 metros. En octubre de 2005, fue retirada durante dos meses para su limpieza y reparación y reerigida sobre un zócalo de 1.8 metros para protegerla del constante vandalismo. En la base de la estatua está escrita la frase que abre el Acta de Escocia: «There shall be a Scottish parliament» (en español, «Habrá un Parlamento escocés»).
Durante la inauguración de la estatua, Blair dijo: «La gente lo quería simplemente porque su integridad pura brillaba con luz propia. Su compasión, su decencia fundamental y su profundo sentimiento de justicia social definían completamente su enfoque como político». McConnell, por su parte, dijo: «Hoy estamos recordando al primer ministro principal de Escocia, el hombre que fue finalmente el responsable de crear el Parlamento por el cual miles de personas hicieron campaña». Dos años después, en vísperas de la inauguración del edificio legislativo, Andrew McFadyen de la BBC dijo que «Donald Dewar estaría muy avergonzado de ser conocido como el «padre de la nación» cuando estaba con vida, pero hizo más que cualquier otro político para crear el Parlamento escocés y siempre será asociado con eso. Su legado vivirá mucho después de que se olvide el escándalo por el costo de Holyrood».